# Bergen auf Rügen
Pour les articles homonymes, voir Bergen.
Bergen auf Rügen est une ville d'Allemagne sur l'île de Rügen, dans le land de Mecklembourg-Poméranie-Occidentale.
Depuis le 1er janvier 2005 la ville est le chef-lieu de l'arrondissement de Rügen.

## Géographie
Bergen est située au centre de l'île de Rügen.

## Population
La ville comptait 14 030 habitant en 2010.

## Quartiers
| - Bergen Süd - Dumsevitz - Kaiseritz - Karow - Kiekut - Lipsitz - Neklade - Ramitz | - Ramitz Siedlung - Rotensee - Siggermow - Silvitz - Streu - Tetel - Thesenvitz - Tilzow - Trips - Zittvitz |

## Jumelages
- Oldenburg in Holstein (Allemagne) depuis 1990
- Goleniów (Pologne)
- Svedala (Suède)
- Palanga (Lituanie)